# Kirakos de Virap
Kirakos de Virap ou Kirakos Virapec‘i (en arménien Կիրակոս Վիրապեցի ; mort vers 1443) est Catholicos de l'Église apostolique arménienne de 1441 à 1443.

## Biographie
Kirakos (Cyriaque) est né dans le K’ajberunik et est élevé dans le monastère de Suxaravank. Après avoir quitté le Vaspourakan, il vit trente-deux ans comme ermite dans le monastère de Khor Virab, d’où son surnom.
En 1441, après que Grégoire IX Mousabegian, Catholicos de Sis, a refusé le transfert de son siège à Etchmiadzin en Grand-Arménie, Kirakos est élu Catholicos de l’Église apostolique arménienne par le clergé de cette région, influencé par l’ambitieux Zakaria de Havoutztar, chef de l’Église de Siounie. Si Kirakos était réputé pour la sainteté de ses mœurs, il n’était pas un prélat politique et il s’avère rapidement dépassé par les ambitions de ses puissants électeurs.
Kirakos doit de plus face à la dissidence de Grégoire IX Mousabegian qui se maintient comme Catholicos à Sis ; par ailleurs, bien qu’il ait révoqué l’excommunication  qui frappait les titulaires de ce siège, Zacharie III (1434-1464) demeure Catholicos indépendant d’Aghtamar.
C’est alors qu’un certain  Marcos, « évêque des Ibères », met  en doute la légitimité de la nomination de Kirakos, sous le prétexte qu’il n’avait pas été élu évêque auparavant. L'évêque Zacharie de Havoutztar, qui souhaitait devenir lui-même patriarche, profite de la situation pour exiger la déposition de Kirakos, appuyé par trente autres évêques. Il  n’hésite pas à monnayer pour ce faire l’accord de l’ishkhan Yaqoub Beg qui résidait à Erevan comme représentant de Jihan Shah des Qara Qoyunlu, maître de l’Arménie
Kirakos, désespéré par ces intrigues, se retire dans un monastère où il ne tarde pas à mourir. Zacharie de Havoutztar ne réussit finalement pas à s’imposer et il doit laisser le patriarcat à un autre candidat, Grégoire, évêque d’Ardaze, qui est élu sous le nom de Grigor X ǰalalbēkeanc‘.

## Sources
- Thomas de Metsop, cité dans Félix Nève, « Étude sur Thomas de Medzoph  et sur son histoire de l’Arménie au XVe siècle », Paris, 1855, p. 15-16.
- Malachia Ormanian, L’Église arménienne — son histoire, sa doctrine, son régime, sa discipline, sa liturgie, sa littérature, son présent, 1910, « Histoire », chapitre XVI [lire en ligne (page consultée le 12 décembre 2009)].